# Czersk (Poméranie)
Pour les articles homonymes, voir Czersk.
Czersk est une ville de Pologne, située dans le nord du pays, dans la voïvodie de Poméranie. Elle est le siège de la gmina de Czersk, dans le powiat de Chojnice.